# Bavaria Film
Pour les articles homonymes, voir Bavaria.
Bavaria Film est un complexe de studios cinématographiques allemands situé à Geiselgasteig, près de Munich en Bavière. Il comporte plusieurs attractions touristiques dont un cinéma en 4D.

## Histoire
Les studios Bavaria Film sont issus de Munich Lichtspielkunst AG, fondée le 1er janvier 1919 par Peter Ostermayr. Cette société est devenue célèbre sous le nom « Emelka » (nom forgé de l'abréviation « MLK »).
Les studios sont nationalisés en 1938, puis à nouveau privatisés en 1956.
De nombreux films y ont été tournés, parmi lesquels La Grande Évasion (1963), Das Boot (1981) ou encore L'Histoire sans fin (1984).

## Films notables
- 1963 : La Grande Évasion de John Sturges
- 1969 : D'Artagnan, feuilleton télévisé de Claude Barma
- 1981 : Das Boot de Wolfgang Petersen
- 1982 : L'As des as de Gérard Oury
- 1984 : L'Histoire sans fin de Wolfgang Petersen
- 1999 : Astérix et Obélix contre César de Claude Zidi
- 2004 : La Demoiselle d'honneur de Claude Chabrol